# كيلسي روبنسون
كيلسي روبنسون (مواليد 25 يونيو 1992) هي لاعبة كرة طائرة أمريكية، فازت مع منتخب الولايات المتحدة بالميدالية الذهبية في أولمبياد 2020 والبرونزية في أولمبياد 2016.

## روابط خارجية
- كيلسي روبنسون على موقع الاتحاد الدولي beach volleyball database (الإنجليزية)
- كيلسي روبنسون على موقع الاتحاد الأوروبي (الإنجليزية)
- كيلسي روبنسون على موقع دوري الدرجة الأولى الإيطالي للكرة الطائرة - سيدات (الإيطالية)
- كيلسي روبنسون على موقع اللجنة الأولمبية الدولية (الإنجليزية)
- كيلسي روبنسون على موقع أوليمبيديا (الإنجليزية)
- كيلسي روبنسون على موقع اللجنة الأولمبية والبارالمبية الأمريكية (الإنجليزية)